# Encyclopaedia cursus philosophici

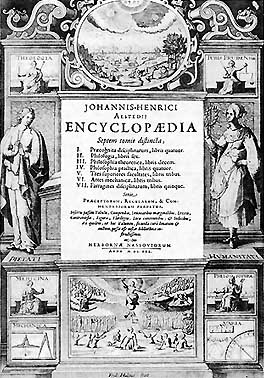
Portada de la "Encyclopædia" de Johann Heinrich Alsted (Herborn, 1630).

La Encyclopædia cursus philosophici, titulada originalmente Encyclopædia septem tomis distincta, es un enciclopedia publicada en 1630 por Johann Heinrich Alsted. Consta de 35 libros subdividivos en 8 clases y precedidos de 48 cuadros sinópticos. Pretende sistematizar los conocimientos de la época en materia de filosofía, filología, geografía, jurisprudencia, artes mecánicas y otras, como la paradoxología (ciencia de la explicación de las paradojas) y la cyclógnomia, arte de conversar sobre todas las cosas. Esta enciclopedia fue la más celebrada de su tiempo y con ella se considera cerrado el ciclo de las enciclopedias de lengua latina.
- Datos: Q353932